# Певезин
Певезин (њем. Päwesin) општина је у њемачкој савезној држави Бранденбург. Једно је од 38 општинских средишта округа Потсдам-Мителмарк. Према процјени из 2010. у општини је живјело 575 становника. Посједује регионалну шифру (AGS) 12069460.

## Географски и демографски подаци
Певезин се налази у савезној држави Бранденбург у округу Потсдам-Мителмарк. Општина се налази на надморској висини од 33 метра. Површина општине износи 23,6 km². У самом мјесту је, према процјени из 2010. године, живјело 575 становника. Просјечна густина становништва износи 24 становника/km².